# Shining in the Darkness
Shining in the Darkness, pubblicato con il titolo Shining and the Darkness (シャイニング&ザ・ダクネス?, Shainingu & za Dakunesu) in Giappone, è un videogioco di ruolo per Mega Drive/Genesis. È il primo videogioco di questo genere ad essere pubblicato per console Mega Drive/Genesis, ed è il primo titolo della celebre serie di videogiochi RPG Shining, per la quale sarebbero in futuro usciti titoli per tutte le console della SEGA, oltre che per Game Boy Advance e PlayStation 2.
Il 13 agosto 2007, il videogioco è stato reso disponibile per Virtual Console Wii in America Settentrionale, ed il 7 settembre 2007 in Europa.
Il videogioco è presente in Sega Mega Drive Ultimate Collection per Xbox 360 e PlayStation 3.

## Citazioni
- Il venditore di armi all'interno del villaggio dove si svolge il gioco altri non è che Gilius Thunderhead, uno dei protagonisti di Golden Axe, il classico picchiaduro a scorrimento per Sega Mega Drive. Al suo fianco è anche visibile uno dei sacchi dove i piccoli ladri di Golden Axe conservano le ampolle.